# Joseph-Séraphin-Aimé Ashby
Pour les articles homonymes, voir Ashby.
Joseph-Séraphin-Aimé Ashby (né le 29 avril 1876 à Sainte-Marie-de-Monnoir - mort le 5 mars 1962) est un homme politique québécois. Il est député de la circonscription de Jacques-Cartier à l'Assemblée législative du Québec de 1916 à 1923, sous la bannière du  Parti libéral du Québec.